# Spigelia cipoensis
Spigelia cipoensis är en tvåhjärtbladig växtart som beskrevs av D.C. Zappi. Spigelia cipoensis ingår i släktet Spigelia och familjen Loganiaceae. Inga underarter finns listade i Catalogue of Life.